# Makai Tenshou
Makai Tenshō (魔界転生, Hán việt: ma giới chuyển sanh) là tên một cuốn tiểu thuyết truyền kỳ của văn hào Nhật Bản Yamada Fūtarō. Tác phẩm này được đăng tải dài kỳ trên báo Ōsaka shimbun từ tháng 12 năm 1964 cho đến tháng 2 năm sau. Tác phẩm này sau đó được tập hợp thành bản bỏ túi (tankōbon) vào năm 1967.
Makai Tenshō còn là tên bí thuật xuất hiện trong tác phẩm.
Ban đầu tác phẩm có tên là Oboro Ninpōchō và tên này được giữ mãi cho đến khi xuất bản phiên bản bỏ túi, nhưng đến năm 1981, khi tác phẩm lần đầu tiên được chuyển thể thành phim ảnh thì Yamada đã đổi tên tác phẩm như hiện nay.

## Nội dung
Yui Shōsetsu, một nhà nghiên cứu binh pháp tình cờ gặp gỡ đạo sĩ Mori Sōiken và bàn chuyện cùng với Tokugawa Yorinobu ở Kishū lật đổ chính quyền, cướp thiên hạ từ tay Tướng quân Tokugawa Iemitsu ở Edo. Mori Sōiken dùng tà thuật "chuyển sanh ma giới" của mình để hồi sinh cho các kiếm khách đã chết và biến họ thành thuộc hạ để mình thao túng. Đây là thuật Ninja (nhẫn pháp) khiến cho những kẻ lúc sắp chết thấy hối tiếc về cuộc đời của mình và nảy sinh ý niệm muốn tái sinh ở dương thế,
trước lúc lâm chung thực hiện hành vi tính giao với nữ nhân mình yêu thương để có được một thân xác mới.
Các kiếm hào tái sinh nhờ thuật này được gọi là "chuyển sanh chúng", bao gồm Amakusa Shirō Tokisada, Araki Mataemon, Tamiya Bōtarō, Hōzōin Inshun, Yagyū Nyounsai, Tajima Munenori và Miyamoto Musashi. Những người này là cao thủ kiếm thuật, thương pháp vang danh khắp thiên hạ. Nhưng vẫn còn một người mà Sōiken mong muốn chiếm được thể xác là Yagyū Jūbei.
Biết được tà ý của Sōiken, Jūbei đã cùng với Sekiguchi Yatarō, một cao thủ Nhu thuật chống lại đám quỷ dữ hồi sinh từ địa ngục.
Trong phiên bản tiểu thuyết còn xuất hiện các kiếm hào Tamiya Hanbei, Sekiguchi Jūshin, Kimura Sukekurō cùng các con gái, cháu gái bị chuyển sanh chúng sát hại. Đặc trưng của nguyên bản tiểu thuyết là hầu như Jūbei không tự mình đánh bại chuyển sanh chúng mà phải nhờ sự trợ lực của những người này. Trong phiên bản điện ảnh đầu tiên, Amakusa Shirō được miêu tả là tổng đại tướng của chuyển sanh chúng và chi tiết này ảnh hưởng tới nội dung của phiên bản Manga sau này, nhưng trong bản tiểu thuyết thì Amakusa chỉ là một đệ tử yêu của Sōiken và là con rối trong tay hắn.

## Phiên bản điện ảnh năm 1981
Phiên bản điện ảnh đầu tiên của tác phẩm này được đạo diễn Fukasaku Kinji thực hiện với sự tham gia diễn xuất của các diễn viên gạo cội: nam tài tử Sonny Chiba (vai Yagyū Jūbei), Wakayama Tomisaburō (vai Yagyū Tajima-nokami). Trong phiên bản điện ảnh này, vì lý do thời lượng nên đạo diễn đã cắt bỏ hai nhân vật Mori Sōiken và Yui Shōsetsu cùng một nhân vật trong số chuyển sanh chúng.
Cuối bộ phim có cảnh Jūbei và Tajima-nokami giao đấu với nhau trong toà thành cháy dữ dội. Cảnh này không dùng đến hình ảnh hợp thành từ máy tính mà là cảnh quay lửa cháy thật và là cảnh được đánh giá cao của bộ phim.
Bộ phim này được biết đến dưới cái tên Samurai Reincarnation ở bên ngoài Nhật Bản và có tác động đến đạo diễn Quentin Tarantino.

## Phiên bản điện ảnh năm 1996
Phiên bản này do đạo diễn Shirai Masaichi triển khai. Yui Shōsetsu là sứ giả từ ma giới xuất hiện trước Tokugawa
Yorinobu, kẻ đang ôm ấp dã tâm chiếm đoạt quyền lực từ Tướng quân Tokugawa Iemitsu. Shōsetsu dùng tà thuật để hồi sinh cho 7 kiếm khách đã vong mạng từ trước hòng lợi dụng sức họ để chiếm đoạt thiên hạ. Yagyū Jūbei biết được đã ra sức ngăn cản kế hoạch ma quỷ này.

## Phiên bản điện ảnh năm 2003
Phiên bản này do đạo diễn Hirayama Hideyuki thực hiện với
một chút thay đổi trong nội dung so với nguyên tác. Trong số chuyển
sanh chúng còn có Tokugawa Ieyasu trong bản này.

## Kịch nói
Tác phẩm Makai Tenshō còn được dựng thành kịch nói hai lần vào
năm 1981 và năm 2006.

## Anime và Manga
Makai Tenshō được dựng thành OVA với hai phần: "địa ngục đệ nhất ca"
và "địa ngục đệ nhị ca" và bị bỏ dở tại đó. Ban đầu người ta dự định xây
dựng tác phẩm cấu thành từ 4 phần nhưng vì ảnh hưởng của vụ sát hại
trẻ em hàng loạt tại Kōbei mà kế hoạch không thành.
Về Manga, tính đến năm 2011 thì có các phiên bản sau:
- Makai Tenshō của họa sĩ Ishikawa Ken: nội dung có thay đổi so với

nguyên tác tiểu thuyết. Ishikawa Ken đã sắp xếp lại một số nhân vật xuất
hiện trong tác phẩm, cắt bỏ một số và cho nhân vật Tokugawa Yorinobu
chuyển sanh ma giới, chi tiết này vốn không có trong tiểu thuyết.
- Makai Tenshō của họa sĩ Tomi Shinzō: đây là bản Manga trung thực

nhất với nguyên tác tiểu thuyết.
- Makai Tenshō Ichimu no ato của nữ họa sĩ Toba Shōko: một tác phẩm dành

cho thiếu nữ (shōjo).
- Makai Tenshō Seija no kōshin của nữ họa sĩ Kugo Naoko: một tác phẩm dành

cho thiếu nữ (shōjo).